# ACROS Fukuoka
L'ACROS Fukuoka (アクロス福岡) est un centre d'échange culturel situé dans le quartier Tenjin de  Fukuoka, au Japon. Le terme ACROS est l'acronyme de Asian CrossRoad Over the Sea, exprimant l'ouverture de ce lieu sur le monde. Inauguré en avril 1995 après plus de trois ans de travaux, conçu par l'architecte Emilio Ambasz, il est composé entre autres d'une salle de concert symphonique, d'un centre de conférence, d'un centre d'information culturel à l'adresse des touristes et d'une galerie d'art traditionnel. L'une des façades du bâtiment est en grande partie recouverte de végétation, en faisant l'un des premiers chefs-d'œuvre de l'architecture écologique.

## L'intérieur
Le bâtiment est constitué de nombreuses salles, où peuvent être données des conférences et être réalisées des expositions.

### La salle de concert
Adaptée aux orchestres symphoniques mais aussi aux orchestres de chambre, la salle de concert dispose d'une capacité d'accueil de 1867 sièges, répartis sur trois niveaux.
Des conférences y sont parfois données.

### Le centre d'information culturel
Au service des touristes, le centre d'information permet de s'informer sur les évènements culturels ayant lieu dans la préfecture de Fukuoka et les autres préfectures de Kyūshū.

### La galerie Takumi
Il s'y tient une exposition permanente d'artisanat traditionnel. Des expositions temporaires sont organisées chaque semaine.

## Le jardin
La face sud de l'ACROS Fukuoka est recouverte de végétation. Ces 5 400 m2 de verdure en font l'un des plus grands bâtiments verts du Japon. L'isolation ainsi réalisée permet de réduire les dépenses énergétiques et le réchauffement climatique.
À l'origine constituée de 37 000 plantes de 76 variétés différentes, la façade végétale se compose maintenant de 50 000 plantes de 120 variétés différentes.

## Annexe